# Maribel Casany
Maribel Casany (Montcada, Horta Nord, 1963) és una actriu i presentadora de televisió valenciana. És germana del també actor Josep Manel Casany.
Va estudiar art dramàtic, interpretació i dansa, sent el teatre la seua vocació principal i on més ha ocupat la seua carrera, en companyies com Moma Teatre de València o la Ananda Dansa entre d'altres.
En els anys 90 comença a treballar en la recentment creada Televisió Valenciana, debutant com a hostessa d'El Show de Joan Monleon. Anys més tard, en 1998, participaria en el programa presentat per Núria Roca "Fem Tele", basat en el "Malalts de tele" de TV3, on exercia com guionista i co-presentadora, interpretant el personatge (Mari Mari) d'una xafardera.
En 2000 va donar el salt a la televisió estatal com a actriu en la sèrie "El botones Sacarino" que va emetre Televisió Espanyola. No obstant això, el seu treball més rellevant fou a Telecinco, com a reportera principal del programa "Nada Personal", presentat per Núria Roca i Llum Barrera. Allí va interpretar un paper de reportera una mica eixelebrada i ingènua, que encaixava dins de l'estil del programa. Quan aquest programa va ser retirat de la graella mesos després, va treballar en "El Informal" on va realitzar el mateix paper cobrint com a reportera esdeveniments amb presència de famosos. En 2001 presentà, junt amb Fernando Acaso, les campanades de cap d'any per a Telecinco.
A continuació presentaria diversos programes més, com els resums dels realities "Gran Hermano VIP" i "La casa de tu vida" en les seues primeres temporades (2004), ambdós en Telecinco. Aquests treballs els va compaginar amb les seues aparicions en diverses obres de teatre al País Valencià.
En 2005 presentà el concurs "L'escala" en el canal Punt 2 de la Radiotelevisió Valenciana. Entre 2005 i 2008 va presentar el programa "Remeis al rebost", un programa sobre remeis naturals, que es va emetre també en Punt 2. Ha fet aparicions en diverses sèries de la Radiotelevisió Valenciana com "Autoindefinits", "Maniàtics" o "Les Moreres".
Ha actuat en diferents obres de teatre com "Bienvenido Mr Marshall" (2007) o "Què fem de la mare" (2010).